# برخورد (فیلم ۲۰۱۶)
برخورد (انگلیسی: Collide) یا اتوبان (انگلیسی: Autobahn) یک فیلم اکشن و دلهره‌آور آلمانی-آمریکایی محصول سال ۲۰۱۶ به کارگردانی اران کریوی است که نویسنده آن نیز با اف. اسکات فریزر همکاری داشته‌است. در این فیلم نیکلاس هولت، فلیسیتی جونز، مروان کنزاری، بن کینگزلی و آنتونی هاپکینز ایفای نقش می‌کنند. فیلم روایتگر داستان دو جوان آمریکایی ساکن آلمان که برای پرداخت هزینه عمل پزشکی باید یک سرقت دارو از یک رئیس جنایتکار را انجام دهند.

## تولید
تصویربرداری اصلی در ۵ مه ۲۰۱۴ آغاز شد.

## باکس آفیس
این فیلم در ایالات متحده و کانادا ۲٫۲ میلیون دلار و در مناطق دیگر ۴٫۵ میلیون دلار به دست آورد که در سراسر جهان ۶٫۸ میلیون دلار درآمد داشت.

## بازخوردها
در راتن تومیتوز، این فیلم بر اساس ۴۱ نقد، با میانگین امتیاز ۴ از ۱۰ دارای ۲۴ درصد تاییدیه است.